# 木の根橋

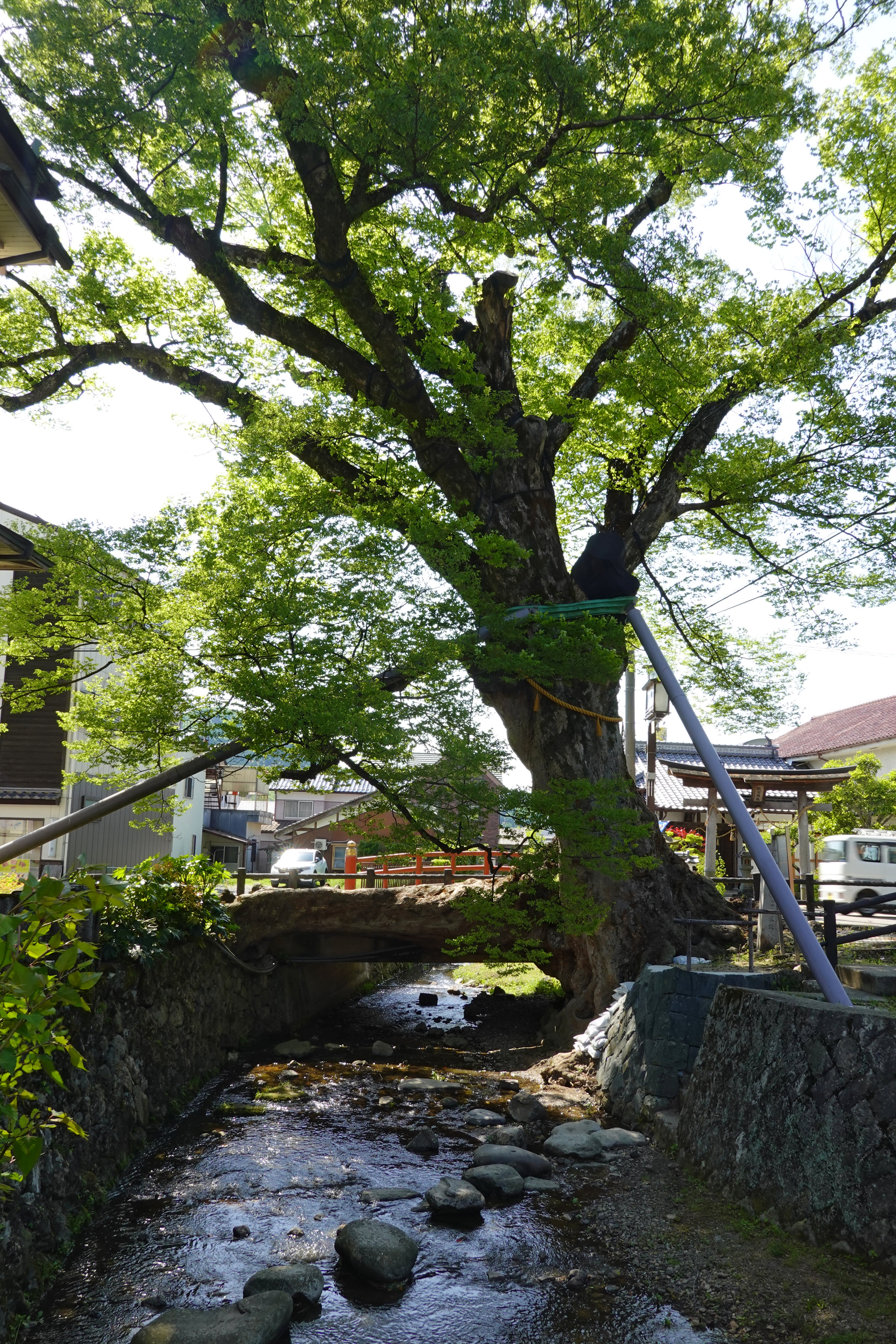
木の根橋

木の根橋（きのねばし）とは、兵庫県丹波市柏原地域に存在する、川をまたいで伸びているケヤキの大木の根である。

## 概略
このケヤキは幹径6m、樹高22mで推定樹齢は1000年。その根の1本が幅8mの奥村川をまたいで、自然の橋を形成している。丹波市役所柏原支所の隣にあり、柏原地域のシンボルの一つとして住民に親しまれている。1970年（昭和45年）3月30日に兵庫県天然記念物として指定された。2004年、柏原町（当時）はこのケヤキをギネスブックに申請した。

## 民話
木の根橋はその独特の形状から、「子供の危機を救うために根が伸びた」という民話がある。